# The Myth - Il risveglio di un eroe
The Myth, il risveglio di un eroe (神话S, ShénhuàP) è un film del 2005 diretto da Stanley Tong.
La pellicola ha come interpreti principali Jackie Chan, Tony Leung Ka-fai, Kim Hee-sun e Mallika Sherawat.

## Trama
Il dott Jack Chan, un umile archeologo, è a sua insaputa la reincarnazione di un famoso guerriero: il generale Meng Yi, vissuto al tempo della dinastia Qin, e distintosi per la fedele condotta nella difficile missione di portare in salvo la principessa coreana Ok-soo, promessa in sposa all'imperatore Qin in persona.
L'archeologo Jack ha sogni e allucinazioni ricorrenti che lo portano a rivivere le avventure della sua precedente incarnazione. Quando si trova a dovere viaggiare in India per effettuare delle ricerche, rinviene elementi sempre più probanti sulla veridicità delle sue estasi mistiche. Al cospetto di un guru indiano in un tempio di Kalarippayattu, viene messo alla prova e la sua abilità latente nelle arti marziali viene prepotentemente a galla.